# Erioptera portoricensis
Erioptera portoricensis är en tvåvingeart som beskrevs av Alexander 1933. Erioptera portoricensis ingår i släktet Erioptera och familjen småharkrankar. Inga underarter finns listade i Catalogue of Life.